# 阿卜杜勒·阿齐姆
阿卜杜勒·阿齐姆·哈桑纳尔·博尔基亚（（1982年7月29日—2020年10月24日）），为汶萊蘇丹兼文莱首相哈桑纳尔·博尔基亚之三子。
2020年10月24日，阿齐姆王子因多器官衰竭在杰鲁东公园医疗中心去世，享年38岁。

## 早年生活
阿齐姆王子于1982年7月29日出生在文莱首都斯里巴加湾市。 他是文莱苏丹哈桑纳尔·博尔基亚和玛丽亚姆·阿卜杜勒·阿齐兹的第二个孩子。 他曾在文莱国际学校、莱佛士书院和牛津布魯克斯大學接受教育。

## 大学毕业后
2008年，阿齐姆王子被派往皇家桑赫斯特军事学院参加为期九个月的军官训练课程，但一周后他就退学了。
2009年，他为MCM设计了男女通用的托特包。 阿齐姆王子所得款项将捐赠给英国願望成真基金 (Make-A-Wish Foundation)，同时他是该基金会的赞助人之一。
2011年5月，文莱帝国酒店和乡村俱乐部的Indera Samudra大厅举办了一场慈善演出，31名自闭症患者参加了演出，阿齐姆王子在演出中表示，自闭症患者应该受到尊重，“就像对待任何家庭成员一样”。

## 个人生活
2019年4月，美国部落客作者佩雷斯·希爾頓公开承认阿齐姆王子是同性恋者，以此回应文莱苏丹引入的伊斯兰教法，该法律包括对同性恋者判处死刑
阿齐姆王子回应说，他不介意被出柜，但他担心这“可能会伤害社区里的一些人”。

### 慈善事业
阿齐姆王子是艺术和创意产业的倡导者，并支持和捐助多项围绕青少年和残疾人的事业。

## 注解
1. ↑  爪夷文: